# ZAP (Angola)
ZAP ist ein Telekommunikationsunternehmen, das durch Satellit, Glasfaserkabel und Internet übertragenes Pay-TV in Angola und Mosambik anbietet. Es verfügte Ende 2019 über einen Marktanteil von 69 % in Angola. ZAP ist ein Joint-Venture zwischen der angolanischen SOCIP – Sociedade de Investimentos e Participações von Isabel dos Santos, die 70 % der Anteile besitzt, und dem portugiesischen Medienunternehmen NOS.

## Geschichte
Das Unternehmen, das zur Gruppe Finstar gehört, begann den Geschäftsbetrieb im April 2010 in Angola. Ein Jahr später wendete es sich außerdem dem mosambikanischen Markt zu, wo es ebenfalls zum Marktführer avancierte. Seit 2013 bietet es mit dem Projekt Vidas ZAP ausgesuchten Waisenhäusern freien Zugang zu seinen Programmen auf kostenlos zur Verfügung gestellten Fernsehgeräten an. Im März 2014 gründete das Unternehmen eine eigene Produktionsgesellschaft, ZAP Studios, von der Programme mit mehr nationalem Inhalt für den Sender produziert werden. Im gleichen Jahr begann es, seine Programme über Kabel zu übertragen und als Paket plus Internet zu vermarkten. Seit Juli 2015 überträgt ZAP auch die Programme des brasilianischen Medienunternehmens Globo auf dem zusätzlichen Fernsehkanal Globo On in Angola und Mosambik. Zur gleichen Zeit erreichte das Unternehmen erstmals in Angola eine Million angeschlossene Haushalte. Im Jahr 2019 lag die Anzahl aller TV-Abonnenten in Angola bei 1,66 Millionen. Seit Mai 2019 ist der Unterhaltungskanal ZAP Viva für Kunden der NOS auch in Portugal zu empfangen.

## ZAP Kinos
Im Januar 2016 startete das Unternehmen eine eigene Kino-Kette mit der Eröffnung des ersten IMAX-Komplexes in Angola im Shopping-Center Avennida in Talatona, das ebenfalls zu Isabel dos Santos’ Imperium gehört. Das Kino verfügt über eine Fläche von 3800 m² mit sieben Sälen und 1600 Sitzplätzen. Ende 2019 eröffnete ZAP ein weiteres IMAX-Kino im Shopping Fortaleza an Luandas Prachtboulevard Avenida 4 de Fevereiro.

## Satellit
Die 136 angebotenen Kanäle werden über den Satelliten Eutelsat 36B, 36°Ost in DVB-S2 ausgestrahlt.